# Langelot et le Satellite
Langelot et le Satellite est le troisième roman de la série Langelot, écrite par le Lieutenant X. Ce roman a été édité pour la première fois en 1966, dans la Bibliothèque verte, sous le numéro 297.

## Résumé
Le roman est formellement divisé en deux parties, d'environ 125 pages chacune.

### L'embauche
Première partie, chapitres 1 à 6.
Le B.I.D.I. (Bureau International de Documentation Industrielle) est une organisation criminelle qui s'empare de secrets industriels pour les revendre aux plus offrants. Le SNIF a connaissance de l'existence de cette organisation et veut mettre ses dirigeants hors d'état de nuire. Un industriel français, Monsieur Paul Lissou, essaie de faire échapper à la justice son fils Jean-Jacques, qui a escroqué de nombreuses personnes et fait des dettes. Il tente initialement de remédier à la situation « à force d'argent » ; n'y parvenant pas, il fait appel à ses relations. Le capitaine Montferrand lui propose alors un marché que Monsieur Lissou refuse. Son fils l'accepte : Jean-Jacques Lissou ira en Afrique « se faire oublier » tandis que son identité en France, demeurée « vacante », sera utilisée par le SNIF pour infiltrer le B.I.D.I.
C'est ainsi que tous les matins depuis quinze jours, le jeune Jean-Jacques Lissou (en réalité : Langelot sous cette identité) prend son petit déjeuner au café de Monsieur Jules, pour lire les petites annonces. La mission de Langelot est une mission de routine : il sert d'appât pour coincer un réseau d'espions industriels. Lorsque paraît une petite annonce envoyée par la S.F.E.C.G.A.M.Q, un laboratoire spécialisé dans les lasers, Langelot se présente à l'entretien d'embauche proposé par la société. Il sert ainsi d'appât à un maître chanteur du B.I.D.I. avide de secrets industriels. Grâce à la complicité du chef d’entreprise, informé de l'opération du SNIF, Langelot est embauché sans difficulté. Langelot est rapidement contacté par Tonton Olivier, un membre du B.I.D.I.

### Le satellite
Première partie, chapitres 7 à 20.
Langelot feint de résister aux pressions de Tonton Olivier, puis d'accepter de remettre un rapport régulier sur les recherches de la S.F.E.C.G.A.M.Q. Quelques semaines après, Langelot fait la connaissance de la redoutable Mme Schasch, la dirigeante du BIDI, une vieille femme cynique, rusée et sans scrupule. Il découvre que le siège du B.I.D.I se trouve près de Bièvres. Son équipe est européenne (Anglais, Allemands, Suisses, Italiens, Français, notamment). Son règlement intérieur est intitulé « Le manuel du Savoir Vivre. »
La mission de pure routine prend un tour inattendu lorsque Langelot est soudain contraint par Tonton Olivier, ainsi que par son comparse Monsieur Huc, de participer à l'enlèvement de Véronique Chevrot, une jeune et brillante mathématicienne, spécialiste des trajectoires de satellites. En effet Mme Schasch exige de Langelot qu'il « trempe » dans cet enlèvement afin de le compromettre pour avoir davantage barre sur lui. Elle lui laisse entendre qu'elle lui demandera de tuer quelqu'un pour s'assurer définitivement de sa loyauté.
Langelot ne peut pas s'opposer à l'enlèvement ; il y participe activement sous l'étroite surveillance des deux agents du B.I.D.I. Il informe la jeune femme qu'elle trouvera un allié en sa personne. Véronique Chevrot ne le croit pas.
En réalité, Mme Schasch veut s'emparer d'un satellite soviétique habité, nommé "Vostok 18", qui s'apprête à atterrir non loin de la frontière entre l'Algérie et le Maroc. Il dispose d'équipements avancés. Mme Schasch a demandé à un intellectuel spécialiste des questions sahariennes de déclencher un incident politico-militaire entre les deux pays, afin de « déplacer » la frontière durant 48 heures. Elle pourra ainsi récupérer le satellite et empêcher des observateurs français basés à Colomb-Béchar d'arriver avant elle au point de chute du satellite. Lorsque Langelot évoque le risque que ce procédé entraîne une guerre sanglante, par la faute de Mme Schasch, celle-ci précise : « Nous n'avons que faire des bons sentiments ici. J'ai acquis quelques heures de tranquillité pour achever mon travail et ce n'est pas moi qui en paie le prix. Que voulez-vous de plus ? ».
Mme Schasch ordonne à Véronique Chevrot de calculer la trajectoire exacte du satellite afin de déterminer son heure d'arrivée exacte sur Terre, avec son point de chute. La jeune femme obéit à ses injonctions et détermine cette date de retour sur Terre (le lendemain à 12 h 36), ainsi que les coordonnées du point d'atterrissage : 31° 20’ 14’’ N et 03° 11’ 08’’ W.

### Au Sahara
Seconde partie, chapitres 1 à 13.

La frontière algéro-marocaine.

L'équipe du BIDI se rend aux confins de la frontière algéro-marocaine. Le satellite est effectivement déjà sur place, tombé dans le désert. Mme Schasch contacte le cosmonaute ; ses feintes s'avèrent sans résultat : ni les promesses, ni l'argent, ni les menaces ne font plier le cosmonaute, qui refuse d'ouvrir la porte et de sortir. Pour ouvrir le satellite, Mme Schasch envisage plusieurs hypothèses, dont l'usage d'explosifs.
Pendant la nuit, Langelot révèle à Véronique Chevrot (« Nikky ») sa véritable identité et son métier d'agent secret. Il organise la chute spectaculaire d'une tente pour détourner l'attention de l'équipe et se rend au poste de radio. Après avoir difficilement assommé Monsieur Huc, Langelot contacte en premier lieu le cosmonaute russe, puis le commissaire Didier, à qui il demande de bien vouloir transmettre un message codé au SNIF.

### Un montage
Seconde partie, chapitres 14 à 20.
Langelot contacte le cosmonaute par radio. 
Surprise : le cosmonaute soviétique n'est autre que Jean-Jacques Lissou, recruté après son dur séjour en Afrique par la DST dans une mission parallèle à celle du SNIF pour démanteler le B.I.D.I. En effet, le commissaire Didier a monté, avec l'accord du ministre de l'intérieur, l’atterrissage d'un faux vaisseau spatial soviétique en perdition, afin de débusquer le BIDI et de le forcer à agir. Il ignorait l'opération parallèle du SNIF.
Langelot parvient à faire échapper Véronique Chevrot et le faux cosmonaute du camp et à détruire par un rayon laser deux hélicoptères du BIDI, immobilisant l’équipe au sol.
Les membres du BIDI sont arrêtés ; l'organisation est démantelée.
Le roman se termine par une cérémonie officielle au cours de laquelle Jean-Jacques Lissou est décoré par le ministre de l’intérieur et Langelot, remercié pour ses éminents services.

## Personnages

### Les «gentils»
- Langelot (alias Jean-Jacques Lissou) : orphelin, agent peu expérimenté du Service National d'Information Fonctionnelle, blond, 1,68 m, mince.
- Capitaine Montferrand (alias Roger Noël) : chef de la section Protection du SNIF, supérieur hiérarchique direct de Langelot. Cheveux gris, visage large et calme. Fume la pipe et boîte légèrement.
- Commissaire Didier : commissaire de la DST, gros et perpétuellement essoufflé.
- Véronique Chevrot (« Nikky ») : mathématicienne, assistante de M. Estienne. Petite, jeune, jolie, intellectuellement brillante, elle habite seule avec sa mère.

### Les «méchants»
- Mme Schasch : directrice du B.I.D.I (Bureau International de Documentation Industrielle) : une petite vieille femme ridée, poudrée, fardée, cynique et sans scrupule.
- Tonton Olivier : homme de main du B.I.D.I. Maître-chanteur. Crâne allongé, voix gouailleuse, teint bronzé presque noiraud, grosses lèvres pâles. Conduit une 403.
- Monsieur Huc : homme de main du B.I.D.I. Ressemble à un grand singe. 110 kg, 130 cm de tour de poitrine, soulève son propre poids, ancien catcheur professionnel.

### Autres personnages
- M. Houchoir : président directeur général de la Société française d'étude et de construction de générateurs et d'amplificateurs magnétiques quantiques (S.F.E.C.G.A.M.Q).
- Jean-Jacques Lissou : né à Nantes, jeune escroc contacté par le B.I.D.I, fils de Paul Lissou (riche industriel).
- Paul Lissou : industriel fabricant de l'encaustique. Son fils est Jean-Jacques Lissou.
- Mme Martinet, directrice du personnel à la S.F.E.C.G.A.M.Q. « Une vieille buse » selon la jeune et jolie réceptionniste. Commentaire de Langelot : « la description était cruelle, mais non pas injuste. »
- Pr Steiner, directeur des recherches de la S.F.E.C.G.A.M.Q. Appelle tout le monde « mon enfant » et trouve tout le monde sympathique.
- M. Robert : jeune mécanicien, voisin du faux Jean-Jacques Lissou. Langelot l'utilise pour envoyer son véritable courrier destiné au S.N.I.F.
- M. Jouchin : cybernéticien (informaticien analyste-programmeur) du B.I.D.I.
- Parmi les spécialistes de vols spatiaux que Mme Schasch envisage d'enlever, sont cités : Trochu, Goldmann, Bourazel et le professeur Roche-Verger (apparu dans Langelot et les Espions).
- M. Estienne : directeur de l'Institut d'astronomie.
- M. Benlamache : historien connu, spécialiste des questions du Sahara, agent du B.I.D.I.
- Capitaine Mostefaï, officier marocain : jeune, teint de cuivre, petite moustache noire.
- Colonel El Hadj, supérieur du capitaine Mostefaï.
- Si Ali Mansour Benlamache : frère de l'historien Benlamache, administrateur des territoires du Sud du Maroc. Autorise le BIDI à agir sur le territoire marocain.
- Capitaine Mokrane : officier algérien.
- Charles : agent expérimenté du S.N.I.F. Plus de trente ans, séducteur photogénique d'allure sportive, bronzé, aime le jazz.
- Ivan Popov : faux cosmonaute russe.

## Les différentes éditions
- 1966 - Hachette, Bibliothèque verte (français, version originale), illustré par Maurice Paulin.
- 1969 - Egmont Franz Schneider (allemand : Lennet und der satellite), illustré par Walter Rieck.
- 1974 - Hachette, Bibliothèque verte, illustré par Maurice Paulin.
- 1989 - Hachette, Bibliothèque verte, illustré par Maurice Paulin.
- 2000 - Éditions du Triomphe (français, version originale), nouvelle couverture de Laurent Bidot, non illustré.

## Autour du roman
- C'est l'un des rares romans de la série Langelot où l'Union soviétique est citée[1]. En effet, le satellite convoité est décrit comme lancé par ce pays, avec un cosmonaute à son bord.
- « Vostok 18 » n'a pas existé. L'URSS a lancé de nombreux satellites, depuis le premier spoutnik, le 4 octobre 1957. Le premier Vostok est lancé le 12 avril 1961 ; il s'agit davantage d'une capsule habitée que d'un satellite. Le dernier Vostok, Vostok 6 est lancé le 16 juin 1963, soit trois années avant la parution du roman.
- En mars 1965, l'URSS lance un vaisseau Voskhod, huitième vol spatial soviétique. Le vol s'accompagne de nombreux incidents ; à son retour, le vaisseau égaré dans la forêt est recherché pendant plusieurs heures et il faut trois jours pour ramener les deux cosmonautes. Ces informations n'étaient pas publiques en 1965[2],[3].
- Le 26 novembre 1965, la France lance son premier satellite artificiel, à partir de sa base militaire algérienne d'Hammaguir[4]. Plusieurs satellites notables sont lancés cette même année (FR-1, Early Bird)[5].
- La première émission au moyen d'un laser à rubis date de 1960[6]. En 1965, ce même équipement laser permet un premier usage industriel (l'usinage de précision d'une pièce)[7].
- Le premier oscillateur paramétrique optique, cousin du laser, est réalisé en 1965 par Joseph Giordmaine et Robert Miller[8].
- En novembre 1965, Serguei Pavlov, officiellement employé d'une compagnie aérienne soviétique en France, et chef du réseau d'espionnage industriel "Bulle d'air", est reconduit à la frontière, après le pillage de secrets industriels aéronautiques liés au Concorde[9].
- Dans des romans ultérieurs (Langelot et le plan Rubis, en 1977 et surtout Langelot passe à l'ennemi, en 1978), Langelot combattra les espions d'un « Pays Noir », désigné selon un code à quatre chiffres, dont la taille ne permet pas de l'assimiler à l'URSS. Le Pays Noir n'est aucunement mentionné dans ce roman de 1966.
- La société fictive S.F.E.C.G.A.M.Q possède son siège administratif au 80 rue de Messine à Paris. Les laboratoires se situent à Boulogne-Billancourt.
- Paul Lissou habite au 80 rue Jean-Jaurès à Nantes.
- Véronique Chevrot habite au 8 rue du Val-de-Grâce à Paris.
- Le commissaire divisionnaire Didier s'installe à Colomb-Béchar. En 1966, la France disposait encore des installations militaires de ce site, restituées en juillet 1967.
- En octobre 1963, le Maroc et l'Algérie se livrent effectivement à une guerre brutale portant sur leurs frontières.